# Демешківці
Деме́шківці –  село Івано-Франківського району Івано-Франківської області.

## Опис
Демешківці — село, центр старостинського округу, належить до Галицької міської громади, розташоване на лівому березі Дністра, за 10 км від Галича та за 4 км від залізничної станції Бовшів та шосейної дороги, яка проходить через найбільші міста району — Галич та Бурштин. Населення — 296 чоловік.

## Історія
Першу письмову згадку про село датовано 1416 роком. Великий князь Литовський і король польський Владислав ІІ Ягайло дарував поселення Канювка (Kaniowce пол.) у 1416 р. Вашкові Гербутовичові. У тому ж році поселення було перейменовано у Дамстиківці (Damsthykowce пол.), яке з часом поступово трансформувалось у Демешківці (Demeszkowce пол.). 
У 1880 році одним з великих земельних власників у селі був Евстахій Рильський (пол. Eustachy January Mateusz Rylski (Ścibor-Rylski), посол Галицького крайового сейму.
У 1939 році в селі проживало 280 мешканців (265 українців, 5 латинників, 10 євреїв).

### Учасники визвольної боротьби ОУН та УПА

#### Захоплені та засуджені за участь в визвольній боротьбі
- БІЛОУС Наталія Юріївна, 1927 р. н., с. Демешківці Галицького району, українка, освіта початкова. Проживала в с. Демешківці, селянка. Заарештована 28.04.1945. Звинувачення: переховувала в криївці керівника райпроводу ОУН. Військовим трибуналом військ МВС Станіславської області 17.06.1946 засуджена на 10 років позбавлення волі та 5 років пораження в правах. Реабілітована 04.03.1991.
- БРОДИН Розалія Іллівна, 1894 р. н., с. Демешківці Галицького району, українка, малописьменна. Проживала в с. Демешківці, прибиральниця школи. Заарештована 16.06.1949. Звинувачення: переховувала членів ОУН та вояків УПА. Військовим трибуналом військ МВС Станіславської області 05.07.1949 засуджена на 25 років позбавлення волі та 5 років пораження в правах із конфіскацією майна. Реабілітована 06.08.1992.
- ДЯЧЕНКО Петро Михайлович, 1914 р. н., с. Демешківці Галицького району, українець, освіта початкова. Проживав нелеґально. Заарештований 17.01.1945. Звинувачення: мав зв’язок з ОУН. Військовим трибуналом військ НКВС Станіславської області 28.04.1945 засуджений на 10 років позбавлення волі та 5 років пораження в правах із конфіскацією майна. Реабілітований 24.01.1992

#### Загинули в збройній боротьбі
В 2-х томнику "Реабілітовані історією. Івано-Франківська обл. інформація відсутня

#### Загинули на території села
- БЕКІШ Богдан Миколайович, 1928 р.н., с. Бовшів Галицького району, охоронець кущової ОУН, псевдо "Орест", "Олесь", † 13.06.1949, с. Демешківці Галицького району.

- КУРДИДИК Степан Петрович, 1922 р.н., с. Бовшів Галицького району, керівник кущової ОУН, Чорний, † 13.06.1949, с. Демешківці Галицького району.
- РОМАНІВ Володимир Іванович, 1911 р.н., с. Бовшів Галицького району, політреферент райпроводу ОУН, псевдо "Кубанець", † 27.03.1946, с. Демешківці Галицького району.[2]

## Сучасність
До Демешківського старостинського округу входять села Демешківці, Німшин, Поплавники, Придністров'я (стара назва Ганівці). Діючим старостою є Цибух Зіновій Богданович.
На території села є відділення агрофірми «Бовшівська», яка спеціалізується на відгодівлі великої рогатої худоби. В господарстві 1507 га земельних угідь. Широко використовується сільськогосподарська техніка. Демешківське відділення агрофірми має 10 тракторів, 8 сівалок, 5 комбайнів, 5 косилок.

## Походження назви
Побутує легенда, що назва села Демешківці походить від імені жителя села - Демешко, який був польським шляхтичем і мав тут свій маєток. Однак, ця легенда не знайшла підтвердження у документах. 
Натомість, документально підтверджено походження назви Демешківці від польської назви Demeszkowce (Де мешкання?), яка трансформувалась від попередньої назви села - Дамстиківці, польська назва - Damsthykowce (Дам контакти, зв'язки).

## Пам'ятки й визначні місця населеного пункту
На території села знаходиться приміщення сільської ради, дошкільний заклад освіти, церква Покрови Пресвятої Богородиці, пам'ятник воїнам Великої Вітчизняної війни, могила січовим стрільцям, крамниці та багато господарських приміщень.Також в селі є стадіон «Нива» і футбольна команда «УРАГАН».